# Дадоне, Фабиана
Фабиана Дадоне (итал. Fabiana Dadone, родилась 12 февраля 1984 года в Кунео) — итальянский политик, депутат Палаты депутатов Италии от Движения пяти звёзд. Министр без портфеля по делам государственной службы Италии (2019—2021), министр без портфеля по делам молодёжи (2021—2022).

## Биография
Получила юридическое образование, адвокат по профессии. Избрана в Палату депутатов 19 марта 2013 года по итогам парламентских выборов от II избирательного округа Пьемонта. С 7 мая 2013 года заседает в I комиссии (по вопросам Конституции, Председателя Совета и внутренним делам). С 11 октября 2013 года — член Парламентского комитета по борьбе с организованными преступными группировками (итальянскими и иностранными), действующими в Италии.
Дадоне участвовала дважды в выборах главы фракции Движения пяти звёзд и 21 октября 2014 года одержала победу, обойдя Массимо Артини. 9 февраля 2015 года она стала главой фракции после ухода Андреа Чеккони. 11 мая 2015 года Дадоне покинула этот пост, уступив его Франческе Бузинароло.
4 сентября 2019 года назначена министром без портфеля по делам государственной службы Италии при формировании второго правительства Джузеппе Конте, и
5 сентября новый кабинет принёс присягу.
13 февраля 2021 года принесло присягу правительство Драги, в котором Дадоне назначена министром без портфеля по делам молодёжи.
22 октября 2022 года было сформировано правительство Мелони, в котором Дадоне не получила никакого назначения.